# Pacujá
Pacujá este un oraș în statul Ceará (CE) din Brazilia.